# 伊桑·平諾克
伊桑·鲁珀特·平諾克（英語：Ethan Rupert Pinnock；1993年5月29日—）牙買加足球運動員。現效力於英超球隊賓福特和牙買加國家足球隊成員。

## 榮譽
賓福特
- 英冠附加賽冠軍 : 2021[6]